# 1929
1929 (MCMXXIX) je bilo navadno leto, ki se je po gregorijanskem koledarju začelo na torek.

## Dogodki
- 6. januar - kralj Aleksander I. Karađorđević razveljavi ustavo, razpusti parlament in prevzame oblast v Kraljevini Srbov, Hrvatov in Slovencev (šestojanuarska diktatura).
- 9. februar - Sovjetska zveza, Poljska, Estonija, Romunija in Latvija podpišejo sporazum o nenapadanju, t. i. Litvinovski pakt.
- 11. februar - Mussolinijeva vlada in Sveti sedež podpišeta lateransko pogodbo.
- 4. marec - Herbert Hoover zapriseže kot 31. predsednik Združenih držav Amerike.
- 3. april - ljubljanski škof Anton Bonaventura Jeglič potrdi ustanovitev Katoliške akcije.
- 16. maj - prva podelitev oskarjev.
- 7. junij - z ratifikacijo lateranske pogodbe postane Vatikan suverena država.
- 11. julij - skrivni odlok ruskega Sveta ljudskih komisarjev (Sovnarkom) postavi osnove za vzpostavitev sistema gulagov.
- 27. julij - četrta ženevska konvencija opredeli status vojnih ujetnikov.
- 3. oktober - Kraljevina Srbov, Hrvatov in Slovencev je preimenovana v Kraljevino Jugoslavijo in preurejena v banovine, Slovenija v Dravsko banovino.
- 24. – 29. oktober - »črni četrtek«: z zlomom Newyorške borze se prične velika gospodarska kriza.
- 29. december - v mestu Lahore se zbere vseindijski kongres in zahteva neodvisnost Indije.

## Rojstva
- 3. januar - Sergio Leone, italijanski filmski režiser († 1989)
- 7. januar - Mik Soss, slovenski glasbenik, Avsenikov baritonist († 2004)
- 12. januar - Alasdair MacIntyre, škotski filozof
- 15. januar - častiti Martin Luther King mlajši, ameriški baptistični duhovnik, borec za državljanske pravice, nobelovec († 1968)
- 30. januar - Boštjan Hladnik, slovenski filmski in gledališki režiser († 2006)
- 31. januar - Jean Simmons, angleško-ameriška igralka († 2010)
- 8. marec - Daryl Duke, kanadski režiser († 2006)
- 18. marec - Christa Wolf, nemška pisateljica († 2011)
- 6. maj - Paul Christian Lauterbur, ameriški kemik, nobelovec († 2007)
- 19. maj - Alojz Grnjak, slovenski harmonikar († 2014)
- 29. maj - Peter Ware Higgs, škotski fizik
- 17. junij - Tigran Vartanovič Petrosjan, armenski šahist († 1984)
- 18. junij - Jürgen Habermas, nemški filozof in sociolog
- 29. julij - Jean Baudrillard, francoski filozof in sociolog († 2007)
- 5. september - Andrijan Grigorjevič Nikolajev, ruski kozmonavt čuvaškega rodu († 2004)
- 15. september - Murray Gell-Mann, ameriški fizik, nobelovec († 1969)
- 26. oktober - Dane Zajc, slovenski književnik († 2005)
- 26. november - Slavko Avsenik, slovenski glasbenik in skladatelj († 2015)
- 13. december - Christopher Plummer, kanadski filmski igralec († 2021)

## Smrti
- 20. marec - Ferdinand Foch, francoski maršal (* 1851)
- 26. marec - Davorin Hostnik, slovenski publicist, prevajalec, filolog in pedagog (* 1853)
- 4. april - Carl Friedrich Benz, nemški inženir in konstruktor (* 1844)
- 3. avgust - Thorstein Bunde Veblen, ameriški ekonomist in sociolog (* 1857)
- 27. avgust - Herman Potočnik, slovenski raketni inženir in častnik (* 1892)
- 17. november - Herman Hollerith, ameriški statistik in poslovnež nemškega rodu (* 1856)
- 24. november - Georges Clemenceau, francoski politik, fizik in novinar (* 1841)
- 10. december - Franz Rosenzweig, nemški judovski filozof (* 1886)

## Nobelove nagrade
- Fizika - Louis-Victor Pierre Raymond de Broglie
- Kemija - Arthur Harden, Hans Karl August Simon von Euler-Chelpin
- Fiziologija ali medicina - Christiaan Eijkman, Sir Frederick Gowland Hopkins
- Književnost - Thomas Mann
- Mir - Frank B. Kellogg